# Novembre 2020
Novembre 2020 est le 11e mois de l'année 2020.

## Événements
- 1er novembre :
  - référendum constitutionnel en Algérie ;
  - premier tour de l'élection présidentielle en Moldavie.
- 2 novembre :
  - un attentat à Vienne (Autriche) fait quatre morts.
  - un attentat à l'université de Kaboul fait trente-cinq morts et une cinquantaine de blessés.
- 3 novembre :
  - élection présidentielle et élections sénatoriales aux États-Unis ; le 7 novembre, les principaux médias américains annoncent la victoire de Joe Biden face à Donald Trump ;
  - élections générales et  référendum sur le statut à Porto Rico.
  - les ministres des affaires étrangères israélien et Malawite annoncent que le Malawi va ouvrir une ambassade à Jérusalem, devenant le premier pays africain à établir une mission diplomatique à Jérusalem[1] ;
  - élections parlementaires paluanes de 2020.
- 4 novembre : déclenchement d'un conflit dans le Tigré entre le Front de libération du peuple du Tigray séparatiste et le gouvernement fédéral de l'Éthiopie.
- 5 novembre :
  - élections législatives à Saint-Vincent-et-les-Grenadines ;
  - manifestations et de blocages de route dans toute la Bolivie à l'appel du groupe d'extrême-droite Comité Cívico, qui conteste les résultats des élections générales gagnées par la gauche ; le QG de campagne à La Paz du président socialiste récemment élu Luis Arce est visé par un attentat à la dynamite alors qu'il y rencontrait le chef du parti majoritaire de gauche MAS Sebastián Michel, la tentative d'assassinat ne fait pas de blessé[2],[3].
- 6 novembre : l'ouragan Eta touche le Guatemala, le bilan humain est estimé à environ 150 morts et disparus[4].
- 7 novembre : en Éthiopie, le Conseil de la fédération approuve une résolution pour établir un gouvernement de transition au Tigré, ce qui signifie la suspension des autorités provinciales de la région[5].
- 7 et 8 novembre : élections législatives en Égypte (2e tour).
- 8 novembre : élections législatives en Birmanie.
- 9 novembre : le président de la République du Pérou Martín Vizcarra est destitué par le parlement.
- 9 et 10 novembre : massacre de Maï-Kadra dans la région du Tigré en Éthiopie.
- 10 novembre :
  - élections législatives en Jordanie ;
  - l'Arménie, l'Azerbaïdjan et la Russie signent un accord de cessez-le-feu pour mettre fin à la guerre au Haut-Karabagh ;
  - Manuel Merino devient le nouveau président de la République du Pérou, le troisième depuis 2016[6].
- 11 novembre :
  - élections législatives au Belize ;
  - un attentat à la grenade à Djeddah en Arabie saoudite, jetée sur une cérémonie commémorative du 11-Novembre à laquelle participaient des diplomates français et occidentaux, fait 2 blessés (un diplomate grec et un garde saoudien) ; le terroriste est arrêté. Il semble que sa cible était le consul de France à Djeddah, mais celui-ci s'en sort indemne.
- 13 novembre : Conflit au Sahara occidental; le Maroc annonce avoir lancé une opération militaire dans la zone tampon de Guerguerat, près de la Mauritanie, en dénonçant « les provocations du Polisario » au Sahara occidental, dans un contexte de tensions croissantes autour de l’ancienne colonie espagnole au statut toujours indéfini[7].
- 15 novembre : second tour de l'élection présidentielle en Moldavie, Maia Sandu est élue.
- 17 novembre : Francisco Sagasti devient président de la République du Pérou après la démission de Manuel Merino.
- 19 novembre : la Fondation nationale pour la science annonce la fermeture du radiotélescope d'Arecibo, qui était le plus grand du monde de 1963 à 2016.
- 21 novembre :
  - élections législatives en Géorgie (2e tour) ;
  - après le vote d'un budget qui réduit celui des écoles, de la lutte contre la pauvreté et des hôpitaux publics, en pleine pandémie de covid-19 et alors que le Guatemala doit gérer les conséquences des ouragans Eta et Iota qui ont fait environ 150 morts et disparus, mais qui accorde de l'argent à de grosses entreprises privées soupçonnées d'avoir bénéficié de favoritisme, une manifestation pour demander un nouveau budget et la démission du président Alejandro Giammattei réunit 7000 personnes à Guatemala, où les bâtiments du Congrès de la République du Guatemala sont incendiés[8] ; le 23 novembre, le Parlement suspend son projet de budget[9].
- 22 novembre : élection présidentielle et élections législatives au Burkina Faso.
- 23 novembre : ouverture du procès de l’affaire Jallal Hami au tribunal de Rennes.
- 28 novembre : au Nigeria, le massacre de Koshobe fait plusieurs dizaines de morts.
- 29 novembre :
  - élections législatives de 2020 en Transnistrie ;
  - votation fédérale en Suisse.